# Paço Imperial
Paço Imperial (brazilsko portugalsko: [ˈpasu ĩpeɾiˈaw]) ali cesarska palača, prej znana kot kraljeva palača v Riu de Janeiru in palača podkraljev, je zgodovinska stavba v središču mesta Rio de Janeiro v Braziliji. Paço Imperial je bila zgrajena v 18. stoletju, da bi služila kot rezidenca guvernerjev kolonialne Brazilije. Od leta 1808 ga je kot kraljevo rezidenco uporabljal kralj Ivan VI. Portugalski kot kralj Portugalske in kasneje tudi kot kralj Brazilije. Leta 1822 je postala mestna palača monarhov Brazilskega cesarstva, Petra I. in Petra II., ki je ni uporabljala kot rezidenco, ampak kot delovno mesto. Bila je eno glavnih političnih središč Brazilije skoraj 150 let, od 1743 do 1889.
Paço Imperial stoji na Praça XV de Novembro v središču Ria. Zaradi svojega arhitekturnega in zgodovinskega pomena je ena najpomembnejših zgodovinskih stavb v Braziliji. Danes služi kot kulturni center.

## Zgodovina

### Izvor
Sedanja stavba je bila zgrajena po naročilu Gomesa Freire de Andradeja, guvernerja kapitanije (kolonialne upravne regije) Rio de Janeira. Arhitekt je bil portugalski vojaški inženir José Fernandes Pinto Alpoim, tesen guvernerjev sodelavec, ki je močno povečal obstoječe stavbe kraljeve kovnice in kraljevega skladišča, ki je obstajalo na istem mestu. Ta nova guvernerjeva hiša je bila dokončana leta 1743 v preprostem baročnem slogu in je imela, razen nekaterih podrobnosti, enak videz kot današnja stavba. Palača, ki je zelo podobna sodobnim portugalskim dvorcem, ima čudovit baročni portal iz portugalskega marmorja, več notranjih dvorišč in stopnišče za doseganje zgornjih nadstropij.
Celotno območje poleg Guvernerjeve hiše je prav tako preoblikoval Pinto Alpoim in ga spremenil v prostoren trg (danes znan kot Praça XV), vključno z marmornim vodnjakom, pripeljanim iz Lizbone. Na nasprotni strani trga je bila zgrajena velika stanovanjska stavba za družino Teles de Menezes (del stavbe še obstaja).
Leta 1763, ko je bil sedež brazilske kolonialne vlade prenesen iz Salvadorja v Rio de Janeiro, je bila stavba spremenjena v podkraljevo palačo (Paço dos Vice-Reis), ki jo je brazilski podkralj uporabljal kot upravno središče. Približno v tem obdobju je trg ob palači dobil kamnit pristaniški pomol in nov vodnjak (Fonte de Mestre Valentim), ki obstaja še danes.

### Kraljeva palača
Palača je postala kraljeva palača (Paço Real) leta 1808, ko je dvor princa regenta Ivana Braganze prispel v Rio, da bi se izognil invaziji Napoleona na Portugalsko. Tu je princ regent (kasneje kralj Ivan VI.) vladal novoimenovanemu Združenemu kraljestvu Portugalske, Brazilije in Algarvesa. Približno v tem času so osrednjemu delu fasade palače, ki gleda na morje, dodali tretje nadstropje. Na zadnji strani palače je bil zgrajen dvignjen prehod, ki je povezoval palačo s karmeličanskim samostanom, kjer je bila nastanjena kraljica Marija I. Portugalska V drugem nadstropju palače je bila urejena prestolna soba, kjer je potekala tradicionalna slovesnost beija-mão (poljubljanje rok).

### Cesarska palača
Leta 1822 je Brazilija postala neodvisna država kot Brazilsko cesarstvo. Palača je ostala upravno središče pod cesarjem Petrom I. in njegovim naslednikom Petrom II. Takrat so jo preimenovali v cesarsko palačo. Cesarji so prebivali v palači São Cristóvão (palača sv. Krištofa), vendar je cesarska palača ostala uradni sedež dvora in monarhovo delovno mesto.
Več pomembnih dogodkov v zgodovini Brazilije je povezanih s Paço Imperial. 9. januarja 1822 je Peter I. z enega od balkonov palače, ki gleda na trg, sporočil, da bo zavrnil portugalske ukaze in ostal v neodvisni Braziliji (tako imenovani Dia do Fico). Leta 1888 je v eni od dvoran palače hči Petra II., princesa Isabel, ki je delovala kot regentka, podpisala znameniti Lei Áurea, ki je dokončno prepovedal suženjstvo v Braziliji. Poleg tega so bili palača in njen sosednji trg ter kapela prizorišče kronanj Ivana VI., Petra I. in Petra II. ter drugih javnih praznovanj.

### Razpad in obnova
Z ustanovitvijo republike Brazilije leta 1889 je Paço Imperial izgubila svoj prejšnji pomen in je bila spremenjen v osrednji poštni urad za Rio de Janeiro. Notranja dekoracija prostorov je bila razpršena, fasade pa spremenjene. Leta 1980 je bila z večjo obnovo stavbi vrnjena podoba iz leta 1818. Ta naloga je bila lažja, saj ogromno podob iz 18. in 19. stoletja podrobno prikazuje palačo.
Od leta 1984 je Paço Imperial pomembno kulturno središče, ki gosti začasne umetniške razstave slikarstva, kiparstva, kinematografije, glasbe itd. V njem je tudi knjižnica Paulo Santos, specializirana za umetnost, arhitekturo in inženiring, ki vsebuje tudi več redkih knjig iz 16. do 18. stoletja.

## Galerija
- Paço Imperial leta 1818
- Aklamacija Pedra II., 1831
- Palača se pripravlja na poročni obred princese Isabel in princa Gastona Orléanskega, 1864
- Princeso Isabel z osrednjega balkona spodbuja množica na ulicah, nekaj trenutkov po podpisu zlatega zakona, 1888
- Glavni portal Paço Imperial
- Stranski pogled
- Pogled na cesarsko palačo iz stavbe Candido Mendes
- Gledano z ulice Assembléia